# Val Tasna

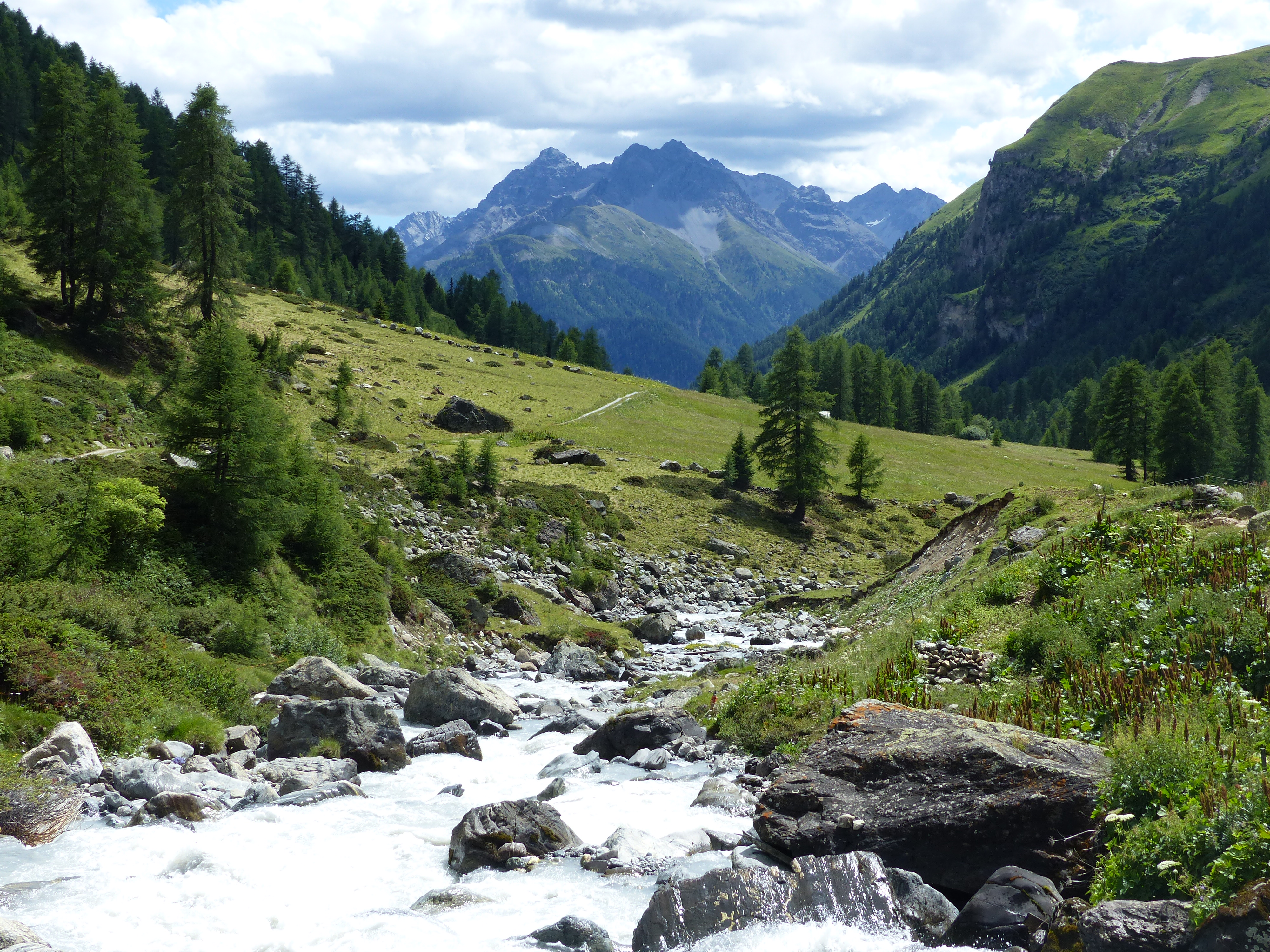
Blick von der Alp Valmala talauswärts

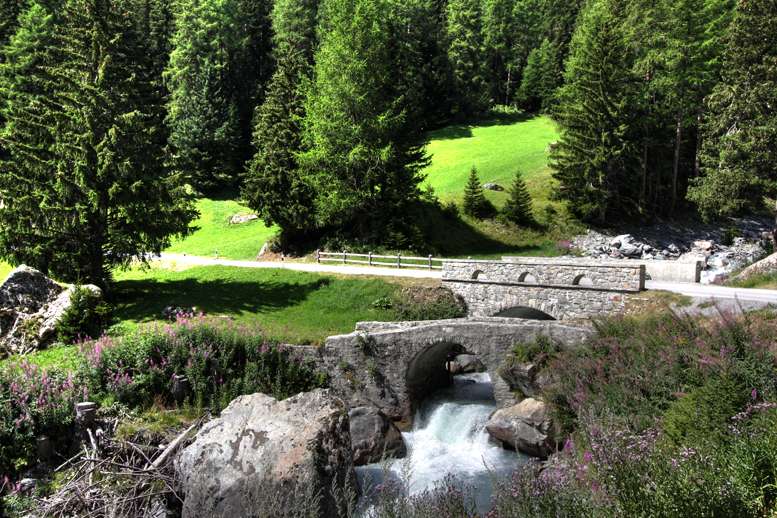
Brücken bei Pra da Punt

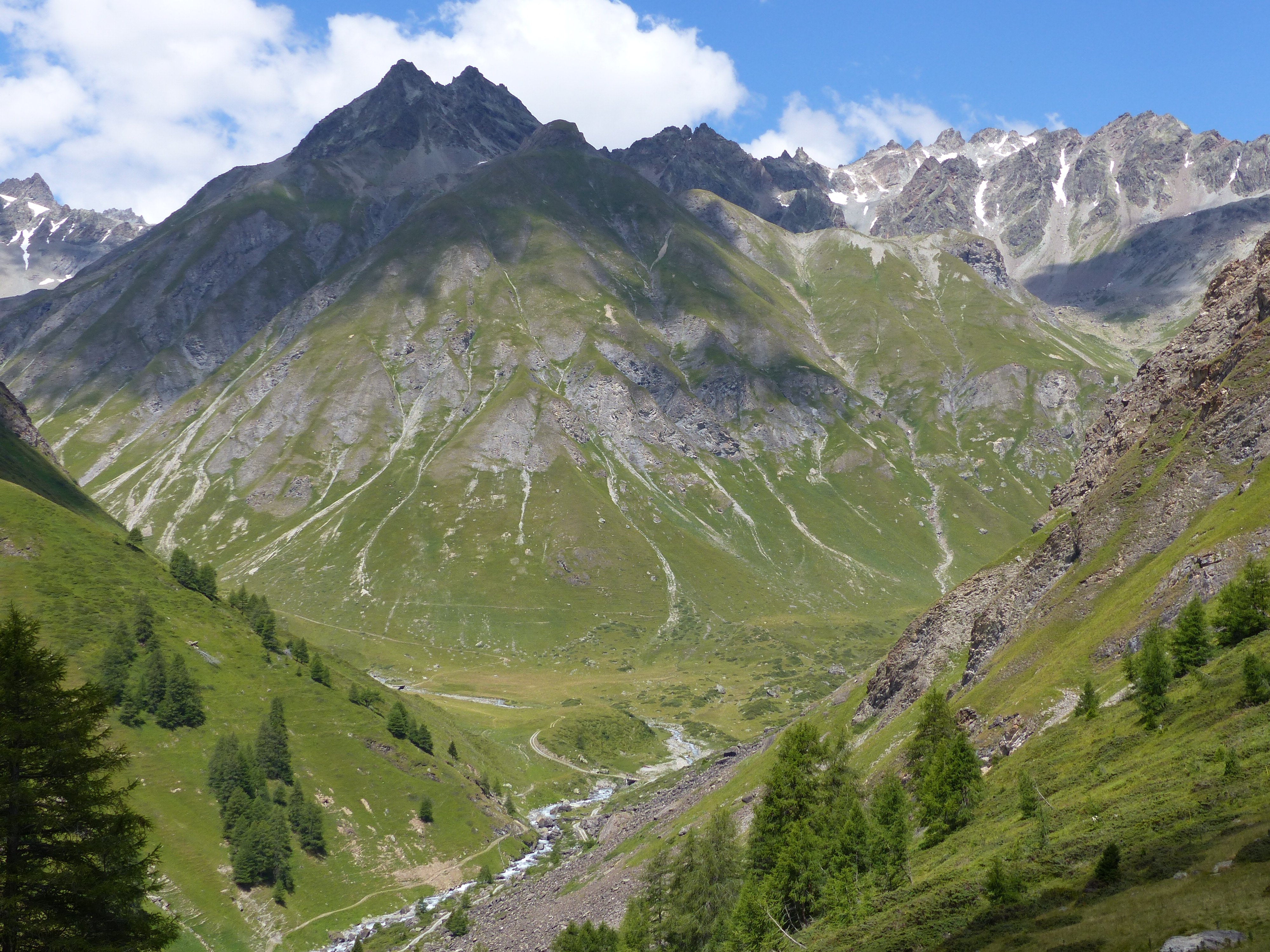
Oberes Val Tasna mit Val d'Urezzas (links) und Val Urschai (rechts)

Das Val Tasna  ist ein Seitental des Unterengadins auf dem Gebiet der Gemeinde Scuol im Schweizer Kanton Graubünden.

## Geographie
Das Val Tasna wird durch die Tasnan durchflossen und mündet zwischen Ardez und Ftan von Norden her auf einer Höhe von rund 1250 m ü. M. in das Tal des Inns. Im oberen Teil befindet sich auf 1987 m die Alp Valmala, die im Sommer vorwiegend mit Ziegen bestossen wird. Etwas oberhalb der Alp Valmala teilt sich das Tal in das von der Aua d’Urezzas durchflossene Val d’Urezzas und das von der Tasnan durchflossene Val Urschai.
Bei Pra da Punt (1571 m) überpannt unterhalb der Verbindungsstrasse von Ardez in Richtung Ftan eine historische Brücke die Tasnan. Sie wird als «alte Römerbrücke» bezeichnet und soll bereits den Römern als Übergang über den Fluss gedient haben.
Das Val Tasna bildete bis Ende 2014 die Grenze der ehemaligen politischen Gemeinden Ftan und Ardez, sowie der Ende 2015 aufgelösten Kreise Sur Tasna (oberhalb oder ob Tasna) und Suot Tasna (unterhalb oder unter Tasna).

## Übergänge
Markierte Wanderwege führen durch das Val d’Urezzas über den Pass Furcletta zur Chamonna Tuoi im hinteren Val Tuoi sowie durch das Val Urschai über den Pass Futschöl nach Tirol zur Jamtalhütte im hinteren Jamtal.

## Weblinks

Val Tasna, Dreiländerspitze, Augstenberg. Historisches Luftbild von Werner Friedli (1957)